# Белорусизация
Белорусизация (бел. беларусізацыя) — проводившаяся в 1920-е и 1930-е годы в Белорусской ССР политика по расширению употребления белорусского языка в общественно-политической и культурной жизни республики. Также под белорусизацией понимается развитие белорусской культуры и увеличение доли белорусов на руководящих должностях в БССР. В 1929 году Белорусскую ССР обследовала комиссия В. П. Затонского, которая раскритиковала партийных руководителей республики и национальную интеллигенцию, проводивших белорусизацию. В итоге в 1930 году в рамках «Союза освобождения Белоруссии» были арестованы не только представители интеллигенции, но и три народных комиссара Белорусской ССР. Одним из пунктов обвинения стала принудительная белорусизация, в результате чего с 1930 года белорусизация в Белорусской ССР стала проводиться формально.

## Идеологическая основа и начальный этап белорусизации
Впервые в Белорусской ССР о необходимости проведения политики по продвижению белорусского языка в общественной и государственной жизни было заявлено на II Всебелорусском съезде советов (декабрь 1920 года). Предлагалось создать сеть учреждений, которые будут содействовать развитию культуры на всех языках народов Беларуси, а также готовить для них специальные кадры и издавать литературу. II сессия ЦИК БССР (февраль 1921 года) предписала наркомату просвещения преподавать на «языке преобладающего большинства трудящегося населения Беларуси — белорусском языке». Наркомпросу также вменялось в обязанность «исходить из неуклонной перспективы планомерного и постепенного перехода учреждений, в которых обучаются дети-белорусы, на их родной белорусский язык преподавания». В связи с нехваткой квалифицированных педагогических кадров и учебной литературы была поставлена задача организовать подготовку специалистов в Институте народного образования в Минске и на трёхлетних курсах в Бобруйске и Борисове, а подготовка всех видов литературы на белорусском языке была объявлена «ударной задачей». Параллельно с деятельностью высших органов управления известно о существовании ряда схожих инициатив на местах. Таким образом, главное внимание на начальном этапе белорусизации было уделено народному образованию. В марте 1923 года на VII съезде (XII партконференции) КП(б)Б создание условий для развития белорусской культуры было заявлено в качестве одной из целей правящей партии.
Однако уже первые заявления о намерении провести расширение употребления сферы применения белорусского языка встретили противодействие части партийной элиты, и на X съезде РКП(б) была зачитана записка, в которой утверждалось, что коммунисты в БССР «искусственно вводят белорусскую национальность». В этот период в государственной и общественной элите было достаточно управленцев, которые «придерживались позиций великорусского шовинизма». Это значительно затрудняло ход белорусизации. Другим препятствием было то обстоятельство, что города советской Белоруссии были преимущественно русскоязычными. Однако этот момент не смущал сторонников белорусизации. На том же X съезде РКП (б)  белорусизация получила поддержку и идеологическое обоснование со стороны И. В. Сталина, который исходил из того, что русскоязычный город рано или поздно перейдёт на язык окружающей его иноязычной сельской местности. И. В. Сталин заявил:

Здесь я имею записку о том, что мы, коммунисты, будто бы насаждаем белорусскую национальность искусственно. Это неверно, потому что существует белорусская национальность, у которой имеется свой язык, отличный от русского, ввиду чего поднять культуру белорусского народа можно лишь на родном его языке. Такие же речи раздавались лет пять тому назад об Украине, об украинской национальности. А недавно ещё говорилось, что украинская республика и украинская национальность — выдумка немцев. Между тем ясно, что украинская национальность существует, и развитие её культуры составляет обязанность коммунистов. Нельзя идти против истории. Ясно, что если в городах Украины до сих пор ещё преобладают русские элементы, то с течением времени эти города будут неизбежно украинизированы. Лет 40 тому назад Рига представляла собой немецкий город. Но так как города растут за счёт деревень, а деревня является хранительницей национальности, то теперь Рига — чисто латышский город. Лет 50 назад все города Венгрии имели немецкий характер, теперь они мадьяризированы. То же можно сказать о тех городах Украины, которые носят русский характер и которые будут украинизированы, потому что города растут за счёт деревни. Деревня — это хранительница украинского языка, и он войдёт во все украинские города как господствующий элемент. То же самое будет с Белоруссией…
Другими важными проблемами, которые значительно затрудняли ход белорусизации, были отсутствие унифицированного литературного языка из-за лексических и фонетических региональных особенностей, недостаточная разработанность устоявшейся терминологии (её созданием активно занимался Институт белорусской культуры) и отсутствие практики обслуживания различных сфер деятельности. Кроме того, многие люди, которые владели устным белорусским языком, испытывали сложности в письменной речи и, соответственно, не могли полноценно вести делопроизводство на нём. Определённое влияние оказывали навязанные в период пребывания территории Беларуси под властью Российской империи стереотипы о «холопском» статусе белорусского языка, невозможности его применения в сложных ситуациях.

## Основная фаза
Белорусизация происходила одновременно с расширением территории БССР. В 1924 году БССР были переданы территории современных Могилёвской и Витебской областей, а в 1926 — Гомельский и Речицкий округа. Уже в июле 1924 года ЦИК БССР принял постановление «О практических мероприятиях по проведению национальной политики», которым было дано начало белорусизации. Перевод делопроизводства в ЦИК, СНК, Наркомпросе и наркомате земледелия на белорусский язык планировалось завершить за один год, в наркоматах внутренних дел, юстиции, социального обеспечения, почты и телеграфа — за два, всех остальных — за три года.
В 1924 году была создана Комиссия по осуществлению национальной политики ЦИК БССР (бел. Камісія па ажыццяўленню нацыянальнай палітыкі ЦВК БССР) во главе с А. И. Хацкевичем, которая стала главным координатором белорусизации в стране. Первоначально в составе комиссии насчитывалось девять постоянных членов и секретарь; комиссия собиралась не реже одного раза в месяц. Важнейшим направлением деятельности комиссии и её окружных отделений был признан перевод на белорусский язык всего делопроизводства, для чего были созданы специальные курсы. В результате количество владевших белорусским языком среди работников республиканских учреждений выросло с 22% в 1925 году до 80% в 1927 году, в окружных учреждениях — с 36% до 70%. В качестве примера успеха курсов приводится первый секретарь ЦК КП(б)Б в 1924-27 годах, уроженец Твери А. И. Криницкий, который в сжатые сроки изучил белорусский язык и читал на нём доклады. В КП(б)Б был выдвинут девиз о том, что партия должна говорить на белорусском языке. В октябре 1926 года очередной пленум ЦК КП(б)Б утвердил план, в соответствии с которым до 1 января 1927 года работа партийной и комсомольской вертикалей должна была быть переведена на белорусский язык.
Большинство начальных школ перешло на белорусский язык обучения. Постепенно он вводился и в высшие учебные заведения. С 1926/27 по 1928/29 учебные годы количество белорусских четырёхлетних школ выросло с 85% до 94%, семилетних — с 67% до 75%. Декрет 1924 г. объявил равноправие четырёх основных языков республики: белорусского, русского, идиш и польского. При этом белорусский язык объявлялся «приоритетным для отношений между государственными, профессиональными и общественными организациями», в то время как сношения с центральными органами СССР осуществлялись на русском языке.
В статье 22 Конституции БССР 1927 года белорусский язык был объявлен основным для государственных, профессиональных и общественных заведений и организаций. Начинается активная белорусизация всех сфер жизни: развитие печати на белорусском языке, открытие школ, специальных и высших учебных заведений, перевод на белорусский язык государственных, партийных, профсоюзных и прочих общественных организаций.
Активно содействовал белорусизации первый ректор первого университета в БССР В. И. Пичета, который издал брошюру «Белорусский язык как фактор национально-культурный». Она оказала значительное влияние на формирование новых представлений о месте и роли белорусского языка и культуры.
С 1924 года началась белорусизация в частях Белорусского военного округа. 24 марта 1924 года Реввоенсовет СССР утвердил план развития национальных частей в РККА, в соответствии с которым предлагалось в короткие сроки создать соединения по национальному признаку. Из 23 соединений БВО статус национальных получили только две дивизии. На первом этапе формирование национальных дивизий было осложнено недостатком квалифицированных специалистов-белорусов — так, в 1926 году во 2-й белорусской дивизии доля белорусов среди политсостава составляла 65,5%, среди административно-хозяйственного состава — 39,1%, среди командного состава — 36,3%, среди ветсостава — 20%, среди медсостава — 12%, в то время как среди младшего административного и рядового состава доля белорусов достигала 71%, и её планировалось довести до 90%. Для скорейшей белорусизации повседневной работы проводились курсы изучения белорусского языка. Окончательная белорусизация 2-й дивизии была произведена к 1929 году. В 1927 году в Минске был издан «Практычны беларускі вайсковы слоўнік», где содержалась разработанная военная терминология. В 1929 году начала выходить газета «Чырвонаармейская праўда», в которую писали белорусы со всего СССР.
Аналогичные процессы происходили и на смежных с Белорусской ССР территориях РСФСР. Так в середине 1930-х годов только в Смоленской области РСФСР было 99 белорусских школ с числом обучающихся св. 10 тыс. чел.

## Белорусизация и этноязыковая структура населения БССР
По результатам переписи 1926 года в БССР проживало 80,6 % белорусов, 8,2 % евреев, 7,7 % русских и 2 % поляков. При этом 67 % назвали своим родным языком белорусский, 23,5 % — русский, 7,5 % — идиш, и около 1 % — польский. В городах соотношение было иным: 40,2 % горожан составляли евреи, затем шли белорусы (39 %) и русские (15,6 %). Для 19 % горожан белорусский был родным языком.
Одновременно, процентное соотношение основных языков в школах отличалось от результатов переписи. Так, школы с основным русским языком в 1926/27 учебном году составляли менее 1 %, при том, что белорусских было 92 %, а польских и еврейских соответственно 2,6 % и 4 %. Однако количество белорусских школ среди наиболее высоких по статусу семилетних школ составляло 67% (по другим данным, 57%) и выросло до 75% к 1928/29 учебному году.

## Свёртывание белорусизации
В мае — июне 1929 года Белорусскую ССР на протяжении 52 дней обследовала Центральная контрольная комиссия ВКП(б) во главе с В. П. Затонским. Эта комиссия также обследовала Украинскую ССР. 27 июня 1929 года Затонский прочитал на заседании ЦК КП(б)Б доклад, в котором раскритиковал почитание белорусским руководством сменовеховской белорусской интеллигенции, которая вернулась в Белоруссию при советской власти. Затонский указал, что в Белоруссии проводится линия на создание «крепкого хуторского, по сути кулацкого хозяйства».
В 1930 году в Белоруссии прошли аресты представителей интеллигенции, которых судили в рамках «Союза освобождения Белоруссии». Одновременно шло дело «Союза освобождения Украины», сформированное после визита комиссии Затонского. Оба дела были похожи, но по «Союзу освобождения Белоруссии» проходили три народных комиссара Белорусской ССР, тогда как на Украине наркомов тогда не трогали.
Членов «Союза освобождения Белоруссии» обвинили в дерусификации и полонизации белорусского языка. В частности, арестованный нарком А. В. Балицкий показал ОГПУ, что курсы белорусоведения были созданы по совету «Союза освобождения Белоруссии» и были «настоящей школой подготовки национал-демократических пропагандистов и агитаторов». Арестованный нарком А. Ф. Адамович обвинялся в том, что проводил «активную белорусизацию восточных районов, например, проводил стремительную белорусизацию Калининского округа».
Кандидат исторических наук К. С. Дроздов отметил, что проведённый после доклада Затонского репрессии против белорусских национал-коммунистов привели к тому, что после их устранения белорусизация стала проводиться формально.
Тем не менее практика выдвижения белорусов на руководящие должности сохранялась. Доктор исторических наук Геннадий Костырченко отметил, что вопреки мнению белорусских историков, во второй половине 1940-х годов был рост абсолютной и относительной численности белорусов в структурах республиканской власти, а в 1955 году белорусами заместили 61,4 % республиканских руководящих партийных должностей.